# Chrono des Nations-Les Herbiers-Vendée 2011
Le Chrono des Nations-Les Herbiers-Vendée 2011 est la trentième édition de cette course cycliste contre-la-montre, la sixième sous ce nom adopté en 2006 après la disparition du Chrono des Nations. Il est disputé par six catégories de cycliste : quatre chez les hommes (élites, espoirs, juniors et cadets) et deux chez les femmes (élites et juniors).

## Classement de la course masculine élite
|    | Coureur         | Pays        | Équipe            |    | Temps       |
| -- | --------------- | ----------- | ----------------- | -- | ----------- |
| 1  | Tony Martin     | Allemagne   | HTC-Highroad      | en | 56 min 20 s |
| 2  | Gustav Larsson  | Suède       | Saxo Bank-Sungard | +  | 2 min 03 s  |
| 3  | Alex Dowsett    | Royaume-Uni | Sky               |    | 2 min 50 s  |
| 4  | Stef Clement    | Pays-Bas    | Rabobank          |    | 3 min 20 s  |
| 5  | David Millar    | Royaume-Uni | Garmin-Cervélo    |    | 3 min 51 s  |
| 6  | László Bodrogi  | France      | Type 1-Sanofi     |    | 3 min 58 s  |
| 7  | Stijn Devolder  | Belgique    | Vacansoleil-DCM   |    | 4 min 05 s  |
| 8  | Lieuwe Westra   | Pays-Bas    | Vacansoleil-DCM   |    | 4 min 10 s  |
| 9  | Thomas De Gendt | Belgique    | Vacansoleil-DCM   |    | 4 min 53 s  |
| 10 | Markel Irizar   | Espagne     | RadioShack        |    | 5 min 00 s  |